# Riechheim
Riechheim ist ein Ortsteil von Elleben im Ilm-Kreis (Thüringen) mit 595 Einwohnern.

## Geografie
Riechheim liegt am Südrand des Thüringer Beckens in etwa 400 Metern Höhe am Westhang des 513 Meter hohen Riechheimer Berges. Der Riechheimer Berg ist die höchste Erhebung in der Umgebung. Nach ihm ist die Verwaltungsgemeinschaft Riechheimer Berg benannt. Das Gebiet um Riechheim dient zahlreichen Erfurtern als Ausflugs- und Erholungsgebiet. In den 1990er-Jahren wurden in Riechheim drei Wohngebiete angelegt. Das mit Abstand größte befindet sich am Südwesthang des Riechheimer Berges. Dadurch erhöhte sich die Einwohnerzahl von etwa 180 auf etwa 600. Heute ist Riechheim der größte Ortsteil der Gemeinde Elleben.

## Geschichte
Eine frühe Besiedlung um den dominierenden Berg im Vorland des Thüringer Waldes beweisen Funde von Feuersteingeräten auf dem Riechheimer Berg. Es ist davon auszugehen, dass sich auf ihm eine jungsteinzeitliche Höhensiedlung befand.
Riechheim entstand vermutlich aus einer Ausspanne an einer Quelle. Die erste Erwähnung des Ortes fällt ins Jahr 1379. In Riechheim wütete der Dreißigjährige Krieg schwer.
Die St.-Gallus-Kirche wurde 1646 bei einem durch Kriegerscharen verursachten Brand des Ortes zerstört. Krieger waren auch in der Kirche einquartiert.
Die heutige Kirche des Ortes stammt aus dem Jahr 1647. Sie erhielt 1747 aus der Werkstatt des Wanderslebeners Orgelbauers Johann Stephan Schmaltz eine neue Orgel.
Heute probt ein Chor mit 20 Frauen und neun Männern im Gemeinderaum der Kirche Gesangsstücke.
Bis 1920 gehörte Riechheim zum Amt Kranichfeld im Herzogtum Sachsen-Meiningen. Danach wurde das Dorf Teil des Kreises Weimar, ab 1952 gehörte es zum Kreis Arnstadt im Bezirk Erfurt. Dieser Kreis ging 1994 im Ilm-Kreis auf, zu dem Riechheim heute gehört. Die evangelisch-lutherische Kirchgemeinde Riechheim gehört zum Kirchspiel Elxleben.
Am 24. Januar 1974 wurde der Ort in die Gemeinde Elleben eingegliedert.

## Wirtschaft und Verkehr
Riechheim ist landwirtschaftlich geprägt. Die meisten Einwohner sind jedoch Berufspendler, die in größtenteils in Erfurt und Arnstadt arbeiten.
Von den früher drei vorhandenen Gaststätten existiert heute nur noch die Gaststätte „Riechheimer Berg“. Im ursprünglichen Dorfgebiet werden noch einige Bauernhöfe betrieben, allerdings nur noch einer hauptberuflich. Zudem gibt es eine Autowerkstatt.
Von Riechheim führen öffentliche Straßen nach Hohenfelden, Gügleben und eine schlecht befahrbare nach Schellroda.
Das Dorfleben ist bestimmt von vielfältigen Traditionen. So findet jährlich das Weinhachtsbaumverbrennen, ein Kinderfest mit Sonnenwendfeier, sowie ein Kartoffelfeuer statt. Freizeit- und Kulturangebote können wahrgenommen werden. Es gibt eine Tanzgruppe „Riechheimer Bergwirbel“, eine Jugendbibliothek, Strickstube und den Verein der Freiwilligen Feuerwehr für Kinder, Jugendliche und Erwachsene.